# Linia kolejowa nr 696
Linia kolejowa nr 696 – drugorzędna, jednotorowa, zelektryfikowana linia kolejowa łącząca stację Tychy Miasto z przystankiem Tychy Lodowisko.

## Historia
Linia pierwotnie była torem odstawczym dla elektrycznych zespołów trakcyjnych, jednak w wyniku realizacji projektu górnośląskiej Szybkiej Kolei Regionalnej została wydłużona za wiadukt w ciągu ulicy Wyszyńskiego. 1 września 2012 r. otwarto trzy nowe przystanki kolejowe (Tychy Aleja Bielska, Tychy Grota-Roweckiego i Tychy Lodowisko) oraz wydłużono relację Szybkiej Kolei Regionalnej do Tychów Lodowiska. Prace, które rozpoczęły się w lutym 2011 roku, kosztowały 28 mln zł.

## Charakterystyka techniczna
Linia na użytkowanych odcinkach jest klasy D3. Maksymalny nacisk osi wynosi 221 kN dla lokomotyw oraz wagonów, a maksymalny nacisk liniowy 71 kN (na 1 metr bieżący toru). Linia jest wyposażona w elektromagnesy samoczynnego hamowania.
Linia dostosowana do prędkości do 40 km/h, a jej prędkość konstrukcyjna wynosi 40 km/h. Obowiązują następujące prędkości maksymalne dla pociągów:
| kilometraż | kilometraż | pociągi pasażerskie                         | autobusy szynowe i EZT                      | pociągi towarowe                            |
| od         | do         | Tor nieparzysty (kierunek: Tychy Lodowisko) | Tor nieparzysty (kierunek: Tychy Lodowisko) | Tor nieparzysty (kierunek: Tychy Lodowisko) |
| 0,000      | 0,505      | 40                                          | 40                                          | 0                                           |

## Eksploatacja
Linia jest wykorzystywana wyłącznie przez pociągi podmiejskie Kolei Śląskich; pociągi towarowe nie mogą po niej kursować.
| Linia | Przewoźnik     | Trasa |
| S4    | Koleje Śląskie | Katowice – Katowice Ligota – Tychy – Tychy Lodowisko                                                          |
| S41   | Koleje Śląskie | Zawiercie – Dąbrowa Górnicza Ząbkowice – Sosnowiec Gł. – Katowice – Katowice Ligota – Tychy – Tychy Lodowisko |

Za przystankiem Tychy Lodowisko od strony Bierunia ustawiony jest tymczasowy kozioł oporowy, jednakże istnieje możliwość wjazdu na przystanek z kierunku wschodniego dzięki zainstalowanemu przejściu międzyrozjazdowemu.

## Galeria

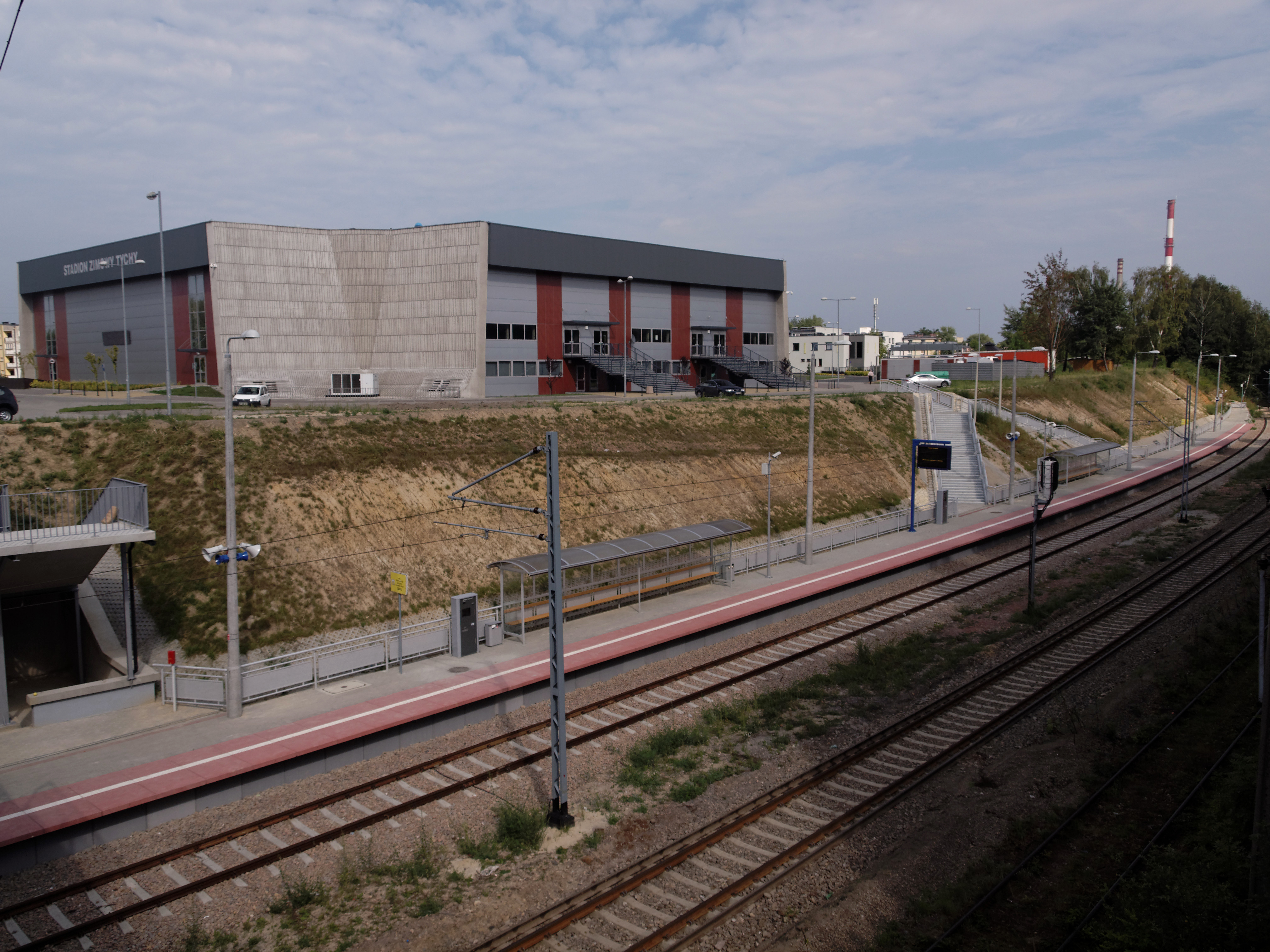
Przystanek Tychy Lodowisko. W tle Stadion Zimowy.
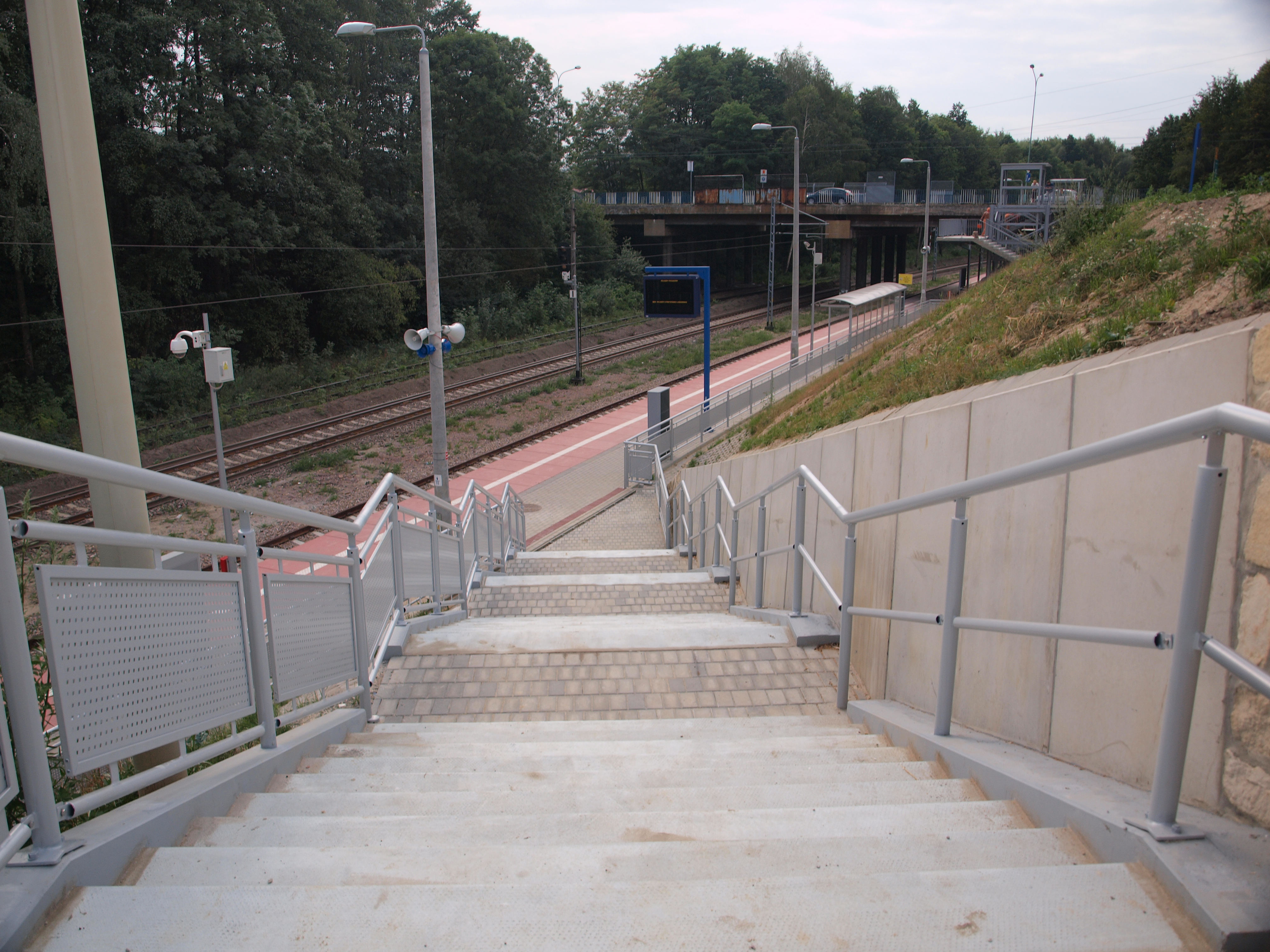
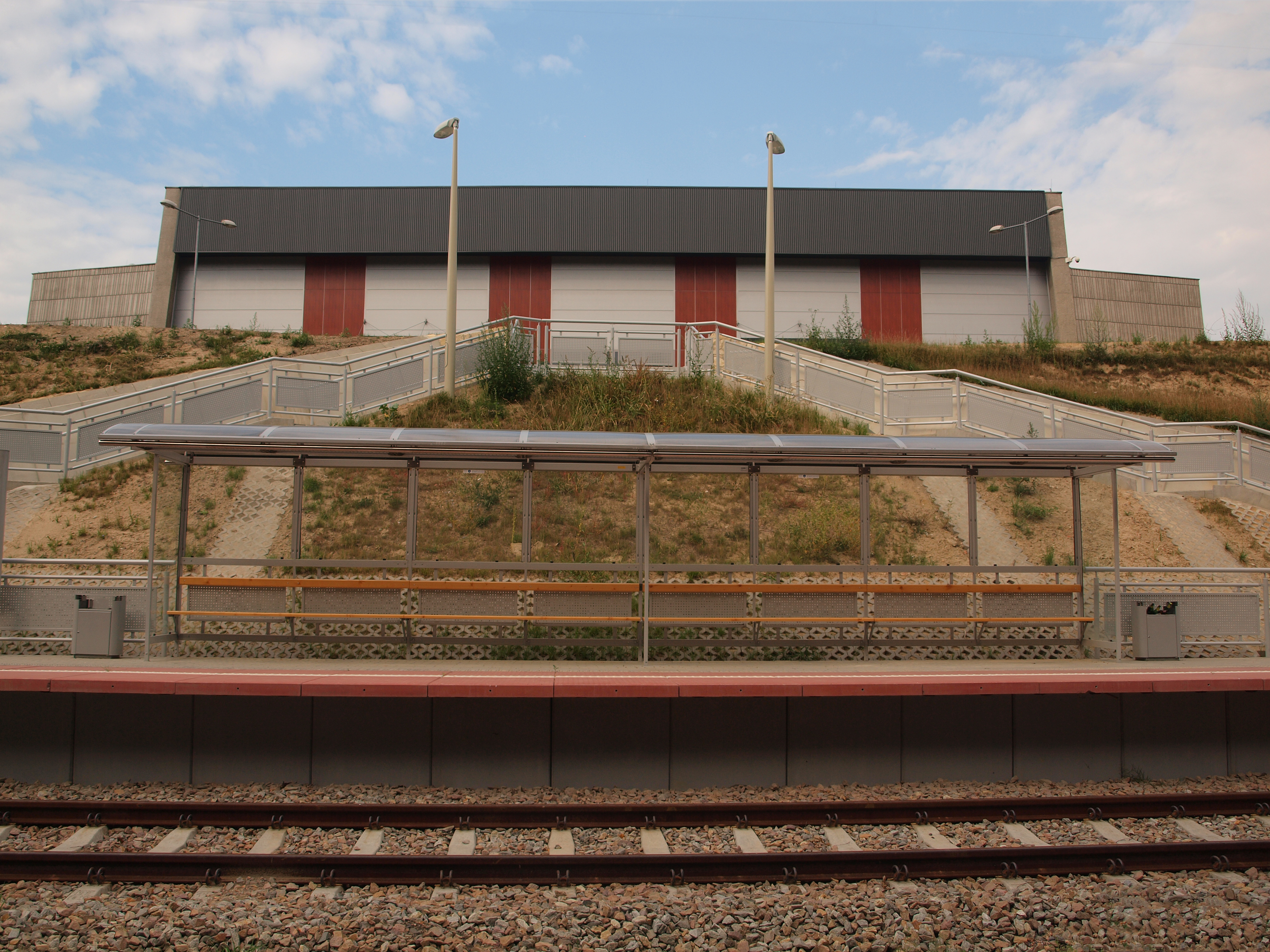
Wiata przystanku
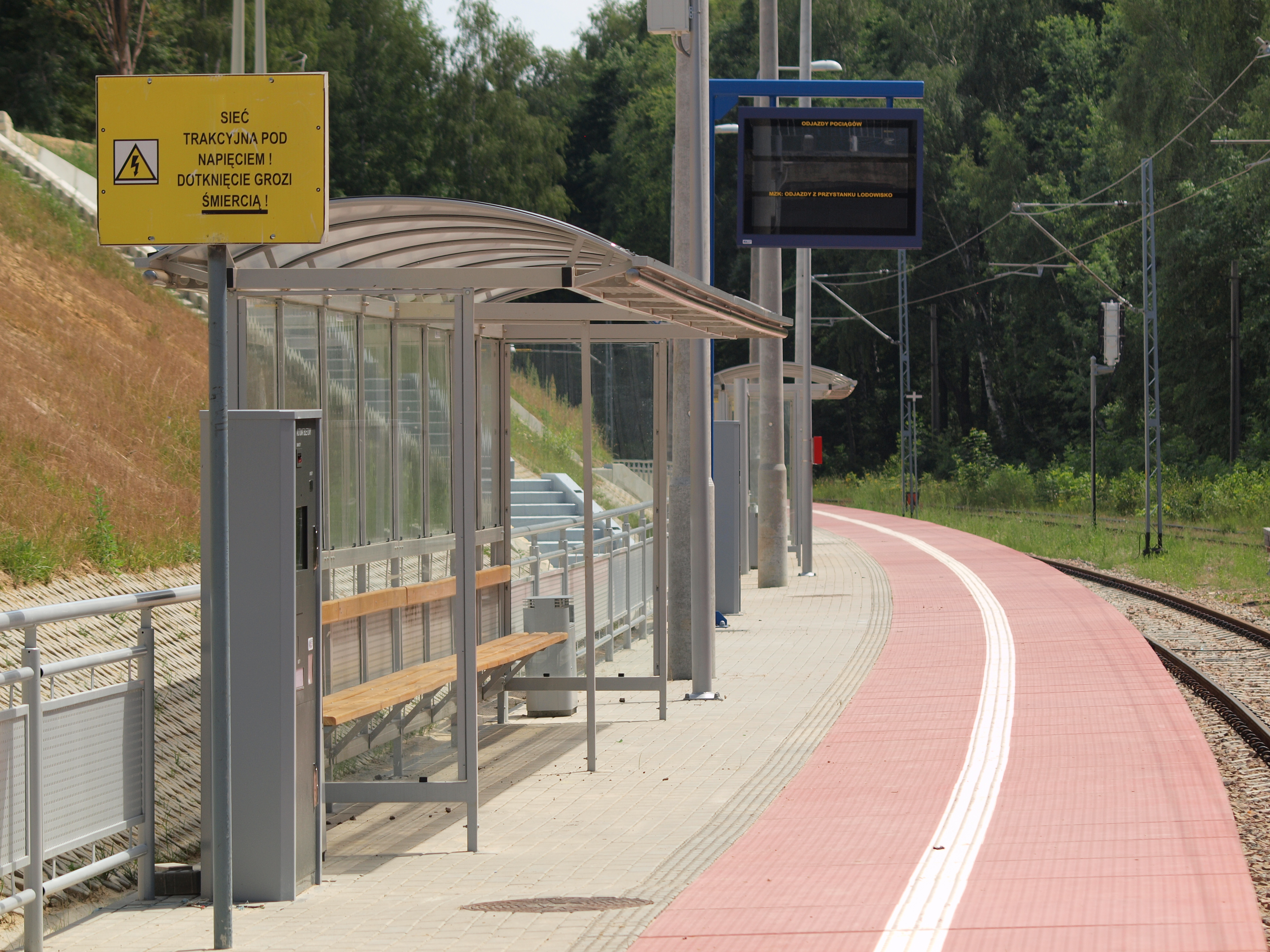
Widok w stronę Mysłowic
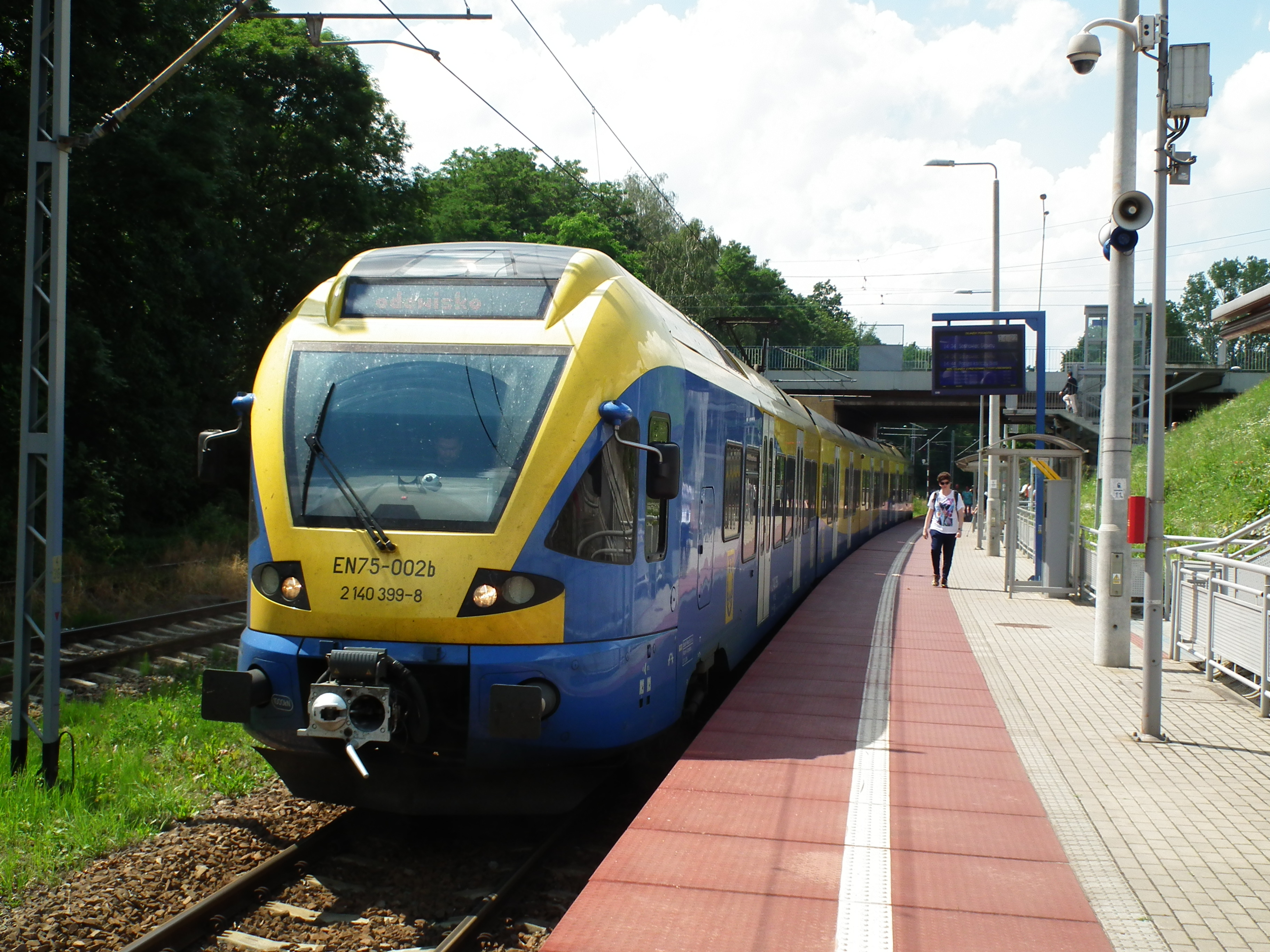
Pociąg EN75-002b Kolei Śląskich